# Papillomaviridae
Papillomaviridae és una família de virus d'ADN no embolcallats amb centenars d'espècies de papil·lomavirus, tradicionalment coneguts com a "tipus". Membres d'aquesta família han estat identificats com a agents causants d'infecció per papil·lomavirus en més de vint espècies de mamífers, aus i rèptils.
La infecció per papi·lomavirus en humans es caracteritza o bé per ser asimptomàtica o per causar petits tumors o papil·lomes. En la majoria dels casos, una infecció per papil·lomavirus es resol per si sola. No obstant, un petit percentage de casos poden arribar a desenvolupar càncer. Per aquesta raó, les diferents espècies de papillomaviridae es poden dividir entre low-risk (baix risc) o high-risk (alt risc) pel desenvolupament de càncer en humans. Dels més de 400 genomes de papil·lomavirus descrits, només 11 espècies són consistentment descrites com a high-risk pel desenvolupament de càncer en humans. Aquestes són 16, 18, 31, 33, 35, 39, 45, 51, 52, 56 i 58. Pel que fa a les espècies pertanyents al grup de baix risc (low-risk) hi trobem el HPV (virus del papil·loma humà, de l'angès, human papillomavirus) 6 i l'11, que poden causar papil·lomatosis persistent en la laringe però no solen causar carcinomes malignes en el gruix de la població.
El virus del papil·loma humà es present en el 99% dels càncers de coll d'úter. Les espècies 16 i 18, que són els tipus d'alt risc més predominants, causen un 70% dels càncers de coll d'úter. Per aquesta raó, aquestes dues espècies són de molt interès. Actualment, però, amb el desenvolupament de la vacuna contra el papil·lomavirus humà, que proteigeix contra aquestes dues espècies, l'interès científic per altres espècies està incrementant.
Els papil·lomavirus repliquen exclusivament en Stratum germinativum (capa basal) de l'epiteli esquamós estratificat (teixits de la superfície del cos). Tots els papil·lomavirus coneguts infecten una superfície del cos particular, típicament la pell o els genitals (en l'epiteli mucós), anus, boca, o vies aèries. Per exemple el papil·lovirus humà tipus 1 (HPV) type 1 tendeix a infectar la sola dels peus, i el tipus 2 HPV type 2 els palmells de les mans, on pot causar papil·lomes.

## Descobriment
Els papil·lomavirus van ser identificats al segle xx. L'any 1935, Francis Peyton Rous va descobrir que un tipus de papil·lomavirus causava càncer en conills. Això va provar que un virus podia produir càncer en mamífers. No obstant, fins als anys 70, no hi havia gaire interès científic en els papil·lomavirus ja que eren coneguts per només causar lesions benignes en humans. No obstant, als anys 80, la millora de les tècniques de biologia molecular van permetre la descoberta de desenes de virus del papil·loma que afectaven humans causant lesions tant benignes com malignes. Des de llavors, l'estudi del virus del papil·loma ha estat dominat per la recerca d'un petit grup d'alphapapillomavirus, causants d'un 5% dels càncers a nivell mundial.

## Taxonomia
Els papil·lomavirus (PVs) tenen una organització genòmica similar i, cada parell de PVs conté com a mínim cinc gens homòlegs, malgrat que la seqüència de nucleòtids pot divergir en més de 50%. Els estudis filogenètics suggereixen que els PVs normalment evolucionen junt amb el seu hoste, no sofreixen recombinació, i han mantingut la seva organització genòmica bàsica durant més de 100 milions d'anys. A causa d'això, no hi acostuma ha haver transmissió del virus del papil·loma entre espècies.
Actualment, hi ha 53 gèneres de papil·lomavirus englobats dins de 2 subfamílies: firstpapillomavirinae i secondpapillomavirinae.

### Firstpapillomavirinae
Els virus que formen part d'aquesta subfamília estan associats amb hostes amniòtics (rèptils, ocells i mamífers). Aquests virus contenen les proteïnes bàsiques (E1, E2, L1 i L2) i almenys un proteïna accessòria addicional (E5, E6 o E7).

#### Alphapapillomavirus
Els membres d'aquest gènere acostumen a infectar la mucosa oral o anogenital en humans i primats i codifiquen per la proteïna hidrofòbica E5, localitzada a l'extrem 3' de la regió early. En aquesta família hi pertanyen els tipus 16 i 18, que poden produir càncer, així com els tipus de baix risc, 6 i 11.

#### Betapapillomavirus
Normalment, els membres d'aquest gènere causen infeccions latents. No obstant, en pacients amb desordres immunològics específics, poden causar berrugues o progressar a carcinomes de cèl·lules escatoses. Els membres d'aquest gènere són el tipus de papil·lomavirus que es troba més sovint a la cavitat oral humana i alguns s'han associat amb el desenvolupament de càncer orofaringi.

#### Chipapillomavirus
Els membres d'aquest gènere estan associats a plaques cutànies en hostes carnívors.

#### Deltapapillomavirus
Aquests virus estan associats amb fibropapil·lomes en hostes ungulats. Hi ha transmissió entre espècies, on indueix sarcoids no productius. La proteïna E5, localitzada a la regió entre els gens early i els late, te propietats transformants.

#### Epsilonpapillomavirus
Associats amb papil·lomes cutanis en ungulats.

#### Etapapillomavirus
Els membres d'aquest gènere estan associats amb lesions cutànies en ocells. La proteïna E6 conté només un motiu zinc-binding. Aquests papil·lomavirus contenen una proteïna E9 la funció de la qual no sé sap del cert.

### Secondpapillomavirinae
L'únic exemple d'aquesta familia va ser aïllat d'un peix i te el genoma més petit conegut fins ara en un papil·lomavirus. El genoma consisteix en les proteïnes bàsiques (E1, E2, L1 i L2).

#### Alefpapillomavirus
Associat amb lesions a la pell de l'orada (Sparus aurata).

## Papil·lomavirus animals

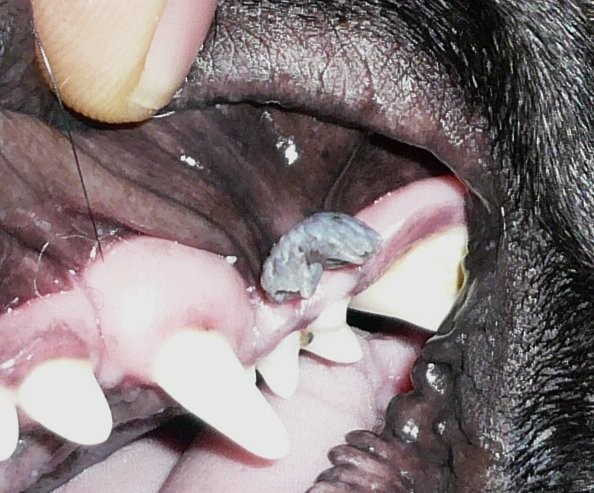
Papil·loma viral en un gos

## Estructura
Els papil·lomavirus no tenen coberta cosa que vol dir que la capa exterior de la càpsida del virus no està coberta per una membrana cel·lular lipídica. La càpside presenta simetria icosahèdrica..
El genoma dels papil·lomavirus fa 8.000 parells de base de llargada.

## Cicle viral
Els papil·lomavirus infecten les cèl·lules per petites ferides anomenades microtraumes, de la pell o mucosa. El virus és capaç d'entrar dins la cèl·lula via la interacció amb un receptor específic, i transportat a la membrana dins de vesícules. La proteïna càpsida L2 trenca la membrana de la vesícula i deixa el genoma viral escapar i anar al nucli de la cèl·lula.